# Tout Oublier
Tout Oublier is de vijfde single van de Belgische zangeres Angèle. Het is een samenwerking met haar broer Roméo Elvis. De single bereikte een nummer 1-plaats in Frankrijk en in Wallonië. In 2019 won de single de MIA voor Hit van het jaar. 

## Achtergrond

### Succes
In België kreeg Tout Oublier een driedubbel platinacertificatie. In Frankrijk haalde het een diamanten plaat. Tout Oublier stond ook al meer dan 10 weken op 1 in de Waalse Ultratop 50; Angèle brak daarmee het record van Stromae. Ze werd dus de Belgische artiest die het langst een nummer 1-positie vasthield in Wallonië.

### Videoclip
Voor de videoclip trokken broer en zus Van Laeken naar het strand in hun ski-outfits. De videoclip, geregisseerd door Brice VDH & Léo WALK, werd al meer dan 50 miljoen keer bekeken en kreeg een Victoires de la musique (een Franse equivalent van de Grammy Awards) voor beste audiovisuele creatie. In die categorie was ook de Belgische zanger Damso genomineerd.

### Live
Angèle bracht Tout Oublier voor de bis nummers in haar Brol Tour. Ze bracht het nummer ook live tijdens de MIA's, in een medley met Je veux tes yeux, tijdens de Victoires de la Musique en enkele radio performances in Frankrijk zoals NRJ radio.

## Hitnoteringen

### VlaamseUltratop 50[3]
| Positie: | 43 | 21 | 23 | 25 | 23 | 21 | 20 | 6  | 17 | 17 | 14 | 17 | 16 | 18 | 23  |
| Week:    | 16 | 17 | 18 | 19 | 20 | 21 | 22 | 23 | 24 | 25 | 26 | 27 | 28 | 29 |     |
| Positie: | 16 | 15 | 8  | 20 | 22 | 20 | 23 | 28 | 28 | 31 | 42 | 40 | 38 | 46 | uit |

### VlaamseRadio 2 Top 30
| Positie: | 17 | 8  | 4  | 2  | 3  | 3  | 2  | 2  | 3   | 4 | 4 | 2 | 2 | 7 | 7 |
| Week:    | 16 | 17 | 18 | 19 | 20 | 21 | 22 | 23 |     |   |   |   |   |   |   |
| Positie: | 6  | 4  | 5  | 9  | 10 | 14 | 20 | 27 | uit |   |   |   |   |   |   |